# Sigurd Gjersøe
Sigurd Martin Gjersøe (14. marts 1900 i København – 9. august 1949 sammesteds) var en dansk civilingeniør og administrerende direktør.

## Karriere
Han var søn af grosserer Hans Sophus Andreas Gjersøe (-1936) og Karen Laura Helene Hansen (-1930), blev student fra Østre Borgerdydskole 1918 og cand.polyt. (bygningsingeniør) 1923. Han var ingeniør i firmaet Kampmann, Kierulff & Saxild (Kampsax) 1923-27, i Tyrkiet for den svensk-danske gruppe for bygning af jernbaner og havne (Nydqvist & Holm, Saabye & Lerche og Kampsax) 1927-37, var leder af gruppens entreprenørvirksomhed 1928-34 og var direktør for jernbaneanlæggene i Tyrkiet 1934-37.
I 1937 blev Gjersøe direktør for A/S Dansk Svovlsyre- og Superphosphat-Fabrik og avancerede i 1944 til administrerende direktør, hvilket han var til 1945.
19. juni 1948 ægtede han Lillian Salomonsen, datter af fabrikant Carl Salomonsen og tidligere gift med vekselerer Helge Bendix. Sammen fik de tre børn.
Allerede i 1947 havde Lillian Salomonsen, som var medarving til faderens aktiepost i flere store virksomheder, udpeget Sigurd Gjersøe til formand i bestyrelsen og administrerende direktør for A/S De Danske Cichoriefabriker, C.F. Rich & Sønner A/S, A/S C.F. Rich & Sønner's Handelskompagni "Mercantila", A/S De forenede Kaffesurrogat- og Cichoriefabriker, A/S De forenede Cichorietørrerier og Ejendomsaktieselskabet "Gorm". Med denne post fulgte også bolig på herregården Basnæs, hvor parret boede.
Gjersøe omkom i 1949 i en trafikulykke. I sit tredje ægteskab giftede Lillian Gjersøe sig med bankdirektør Ernst von Kauffmann.

## Øvrige tillidshverv
Gjersøe var desuden formand i bestyrelsen for to andre salomonsenske virksomheder, nemlig A/S Dansk Delikatesse Kompagni (Dadeko) og for A/S Det Danske Mælke-Compagni, for The Canned Cream and Milk Company A/S, Odense og for The Canned Cream and Milk Company af 1947 A/S, Holstebro fra 1948. 
Han var desuden medlem af bestyrelsen for A/S Burmeister & Wain's Maskin- og Skibsbyggeri fra 1940 og af Landbrugsministeriets Gødningsnævn 1942-45, næstformand i bestyrelsen for Selskabet for industriel Udvikling 1943-47, formand 1947-49, medlem af repræsentantskabet for Dansk Ingeniørforening 1945-49, af bestyrelsen for Aarhus Oliefabrik A/S fra 1946. Han var stifter af og formand i bestyrelsen for A/S Reichardt Chokolade Fabrik af 1948 og for Børnehaven Lyshøj.